# The Car
The Car é um filme estadunidense de suspense, de 1977, dirigido por Elliot Silverstein e escrito por Michael Butler, Dennis Shryack e Lane Slate. O filme é estrelado por James Brolin, Kathleen Lloyd, John Marley e Ronny Cox. Conta a história de um carro negro e misterioso que segue em uma fúria assassina, aterrorizando os moradores de uma pequena cidade.
O filme foi produzido e distribuído pela Universal Studios, influenciado por vários road movies da década de 1970, incluindo Duel, de Steven Spielberg, e Death Race 2000, filme produzido por Roger Corman.

## Sinopse
Thriller de horror e suspense seguindo a fórmula de Duel (Encurralado), de 1971, de Steven Spielberg. O pacato vilarejo de Santa Ynez, no Sudoeste dos Estados Unidos, é abalado quando um misterioso carro todo negro e extremamente veloz atropela e mata sem qualquer motivo. O episódio inquieta o xerife-delegado Wade Parent (Brolin), o xerife Everett Peck (Marley) e o delegado Luke Johnson (Cox). O carro reaparece e mata Everett. Uma testemunha ocular, uma velha índia, afirma que o veículo não possui motorista, e a suposição de que se trata de um automóvel fantasma parece se confirmar quando o carro ameaça uma parada escolar e a namorada de Wade, Lauren (Lloyd), consegue levar alunos e professores a um cemitério: em confronto com símbolos cristãos, o carro se retrai e foge. O suspense rodoviário prossegue com uma perseguição eletrizante, culminando com um confronto direto entre Wade e a máquina do Diabo. E a trama se desenvolve com outros climaxes até um epílogo apocalíptico, provido de efeitos especiais do especialista Albert Whitlock. A partitura musical é de Leonard Rosenman, o compositor de Vidas amargas e Juventude transviada.

## Elenco
- James Brolin  - Capitão Wade Parent
- Kathleen Lloyd  - Lauren Humphries
- John Marley  - Xerife Everett Peck
- R. G. Armstrong  - Amos Clemens
- John Rubinstein  - John Morris
- Kim Richards  - Lynn Marie Parent
- Kyle Richards  - Debbie Parent
- Doris Dowling  - Bertha Clemens
- Ronny Cox  - Luke Johnson
- Elizabeth Thompson - Margie

## Produção
O carro preto utilizado nas filmagens foi um modelo personalizado de 1971, Lincoln Continental Mark III, projetado por George Barris, um famoso criador hollywoodiano. Havia quatro carros construídos para o filme em seis semanas. Três foram usados para cenas de ação, o quarto foi para cenas fechadas. Os carros dublês foram destruídos durante a produção e o quarto está em uma coleção particular.
O falecido líder satanista Anton LaVey prestou assessoria técnica e aparece nos créditos no filme. Sua frase: "Oh! grandes irmãos da noite, que cavalgam sobre os ventos quentes do inferno, que habitam no esconderijo do Diabo; movam-se e apareçam", aparece nos créditos de abertura e é retirada do Invocation of Destruction da Bíblia Satânica.

## Ligações Externas
- The Car. no IMDb.